# Indestructible (album de Disturbed)
Pour les articles homonymes, voir Indestructible.
Albums de Disturbed
Ten Thousand Fists
(2005) Asylum
(2010)
Singles
1. Inside the Fire
Sortie : 25 mars 2008
2. Perfect Insanity
Sortie : 6 mai 2008
3. Indestructible
Sortie : 29 septembre 2008
4. The Night
Sortie : 31 mars 2009

Indestructible est le 4e album studio du groupe de nu metal américain Disturbed. L'album est officiellement mis en vente le 3 juin 2008 mais est rendu disponible sur la version européenne de iTunes en version numérique le 30 mai 2008. L'album s'est vendu à de plus de 253 000 unités la première semaine de sa mise sur le marché, battant par la même occasion les ventes de l'album précédent, Ten Thousand Fists, qui ont été de 239 000 unités. Indestructible est le troisième album de Disturbed qui débute à la première position sur le Billboard 200.Ils sont également le sixième groupe rock à l'avoir accompli, les prédécesseurs  étant: Van Halen, U2, Dave Matthews Band, Staind, Metallica et System of a Down. Il est certifié disque de Platine aux États-Unis, en Nouvelle-Zélande, au Canada et en Australie, disque d'or en Finlande et au Royaume-Uni.

## Parution et accueil

### Accueil commercial
Indestructible s'est vendu plus de 253 000 unités lors de la première semaine. C'est aussi le troisième album studio consécutif de Disturbed qui débute à la 1re place au Billboard 200 et qui restera dans le top dix durant cinq semaines, faisant de Disturbed l'un des six groupes de rock à atteindre trois fois de suite la 1re place avec des albums. Il a également été n° 1 au Canada, en Australie et en Nouvelle-Zélande. Indestructible est certifié disque d'or par la Recording Industry Association of America en juillet 2008 pour la vente de plus de 500 000 exemplaires aux États-Unis, et certifié disque de platine en avril 2009 pour avoir vendu plus de 1 000 000 exemplaires aux États-Unis. L'album s'est également vendu à plus d'un million d'exemplaires dans le monde. Le single Inside the Fire est resté à la 1re place du classement Active Rock de Mediabase pendant quatorze semaines, établissant un record en tant que single resté le plus longtemps à la première place dans ce classement. "Inside the Fire" est également nommé en 2009 pour un Grammy Award dans la catégorie Best Hard Rock Performance. Indestructible, a également atteint la première place du classement Active Rock de Mediabase, ce qui en fait le deuxième single de l'album a atteindre cette place dans ce classement en 2008.

### Classements
| Classement                         | Meilleure position |
| ---------------------------------- | ------------------ |
| Allemagne (Media Control AG)       | 11                 |
| Australie (ARIA)                   | 1                  |
| Autriche (Ö3 Austria Top 40)       | 10                 |
| Belgique (Flandre Ultratop)        | 49                 |
| Canada (Canadian Albums)           | 1                  |
| Danemark (Tracklisten)             | 22                 |
| Finlande (Suomen virallinen lista) | 2                  |
| Irlande (IRMA)                     | 43                 |
| États-Unis (Billboard 200)         | 1                  |
| États-Unis (Hard Rock Albums)      | 1                  |
| États-Unis (Digital Albums)        | 2                  |
| États-Unis (Alternative Albums)    | 1                  |
| États-Unis (Top Rock Albums)       | 1                  |
| Nouvelle-Zélande (RIANZ)           | 1                  |
| Royaume-Uni (UK Albums Chart)      | 20                 |
| Royaume-Uni (Rock & Metal Albums)  | 1                  |
| Suède (Sverigetopplistan)          | 15                 |
| Suisse (Schweizer Hitparade)       | 15                 |

| Pays             | Compagnie    | Certification |
| ---------------- | ------------ | ------------- |
| Australie        | ARIA         | Platine       |
| Canada           | Music Canada | Platine       |
| États-Unis       | RIAA         | Platine       |
| Finlande         | IFPI         | Or            |
| Nouvelle-Zélande | RMNZ         | Platine       |
| Royaume-Uni      | BPI          | Or            |

## Fiche technique

### Liste des pistes
Toutes les chansons sont écrites et composées par Disturbed.
| 1.    | Indestructible   | 4:38 |
| 2.    | Inside the Fire  | 3:52 |
| 3.    | Deceiver         | 3:49 |
| 4.    | The Night        | 4:46 |
| 5.    | Perfect Insanity | 3:57 |
| 6.    | Haunted          | 4:42 |
| 7.    | Enough           | 4:20 |
| 8.    | The Curse        | 3:25 |
| 9.    | Torn             | 4:09 |
| 10.   | Criminal         | 4:16 |
| 11.   | Divide           | 3:36 |
| 12.   | Façade           | 3:45 |
| 49:11 |                  |      |

| Édition limitée | Édition limitée | Édition limitée | Édition limitée | Édition limitée | Édition limitée | Édition limitée | Édition limitée | Édition limitée | Édition limitée |
| No              | Titre           | Durée           |                 |                 |                 |                 |                 |                 |                 |
| --------------- | --------------- | --------------- | --------------- | --------------- | --------------- | --------------- | --------------- | --------------- | --------------- |
| 13.             | Run             | 3:13            |                 |                 |                 |                 |                 |                 |                 |
| 14.             | Parasite        | 3:23            |                 |                 |                 |                 |                 |                 |                 |
| 55:47           |                 |                 |                 |                 |                 |                 |                 |                 |                 |

| Édition japonaise | Édition japonaise | Édition japonaise | Édition japonaise | Édition japonaise | Édition japonaise | Édition japonaise | Édition japonaise | Édition japonaise | Édition japonaise |
| No                | Titre             | Durée             |                   |                   |                   |                   |                   |                   |                   |
| ----------------- | ----------------- | ----------------- | ----------------- | ----------------- | ----------------- | ----------------- | ----------------- | ----------------- | ----------------- |
| 13.               | Parasite          | 3:23              |                   |                   |                   |                   |                   |                   |                   |
| 52:34             |                   |                   |                   |                   |                   |                   |                   |                   |                   |

| Édition iTunes | Édition iTunes                          | Édition iTunes | Édition iTunes | Édition iTunes | Édition iTunes | Édition iTunes | Édition iTunes | Édition iTunes | Édition iTunes |
| No             | Titre                                   | Durée          |                |                |                |                |                |                |                |
| -------------- | --------------------------------------- | -------------- | -------------- | -------------- | -------------- | -------------- | -------------- | -------------- | -------------- |
| 13.            | Stricken (Live à Riviera)               | 4:29           |                |                |                |                |                |                |                |
| 14.            | Down With the Sickness (Live à Riviera) | 5:17           |                |                |                |                |                |                |                |
| 15.            | Just Stop" (Live à Riviera)             | 3:53           |                |                |                |                |                |                |                |
| 1:04:06        |                                         |                |                |                |                |                |                |                |                |

| Édition deluxe | Édition deluxe                            | Édition deluxe | Édition deluxe | Édition deluxe | Édition deluxe | Édition deluxe | Édition deluxe | Édition deluxe | Édition deluxe |
| No             | Titre                                     | Durée          |                |                |                |                |                |                |                |
| -------------- | ----------------------------------------- | -------------- | -------------- | -------------- | -------------- | -------------- | -------------- | -------------- | -------------- |
| 13.            | Run                                       | 3:13           |                |                |                |                |                |                |                |
| 14.            | Parasite                                  | 3:23           |                |                |                |                |                |                |                |
| 15.            | Stricken (Live à Riviera)                 | 4:29           |                |                |                |                |                |                |                |
| 16.            | Down With the Sickness (Live à Riviera)   | 5:17           |                |                |                |                |                |                |                |
| 17.            | Just Stop" (Live à Riviera)               | 3:53           |                |                |                |                |                |                |                |
| 18.            | Stupify (Live à Riviera)                  | 4:22           |                |                |                |                |                |                |                |
| 19.            | Midlife Crisis (reprise de Faith No More) | 4:04           |                |                |                |                |                |                |                |
| 1:17:50        |                                           |                |                |                |                |                |                |                |                |

### Interprètes
Disturbed
- David Draiman – chant
- Dan Donegan – guitare, guitare rythmique
- John Moyer –  chœurs
- Mike Wengren – batterie

### Équipe de production
- Dan Donegan - producteur
- David Draiman - producteur
- Mike Wengren - producteur
- Tadpole - ingénieur
- Justin Wilks - ingénieur assistant
- Cameron Webb - montage numérique
- Neal Avron - mixage
- Nick Fournier - mixage
- Ted Jensen  - mastering
- Joey Lawrence - photographie
- David Finch  - Illustration de la pochette
- Matt Taylor - Directeur artistique, design